# Schwarzlinien-Harnischwels

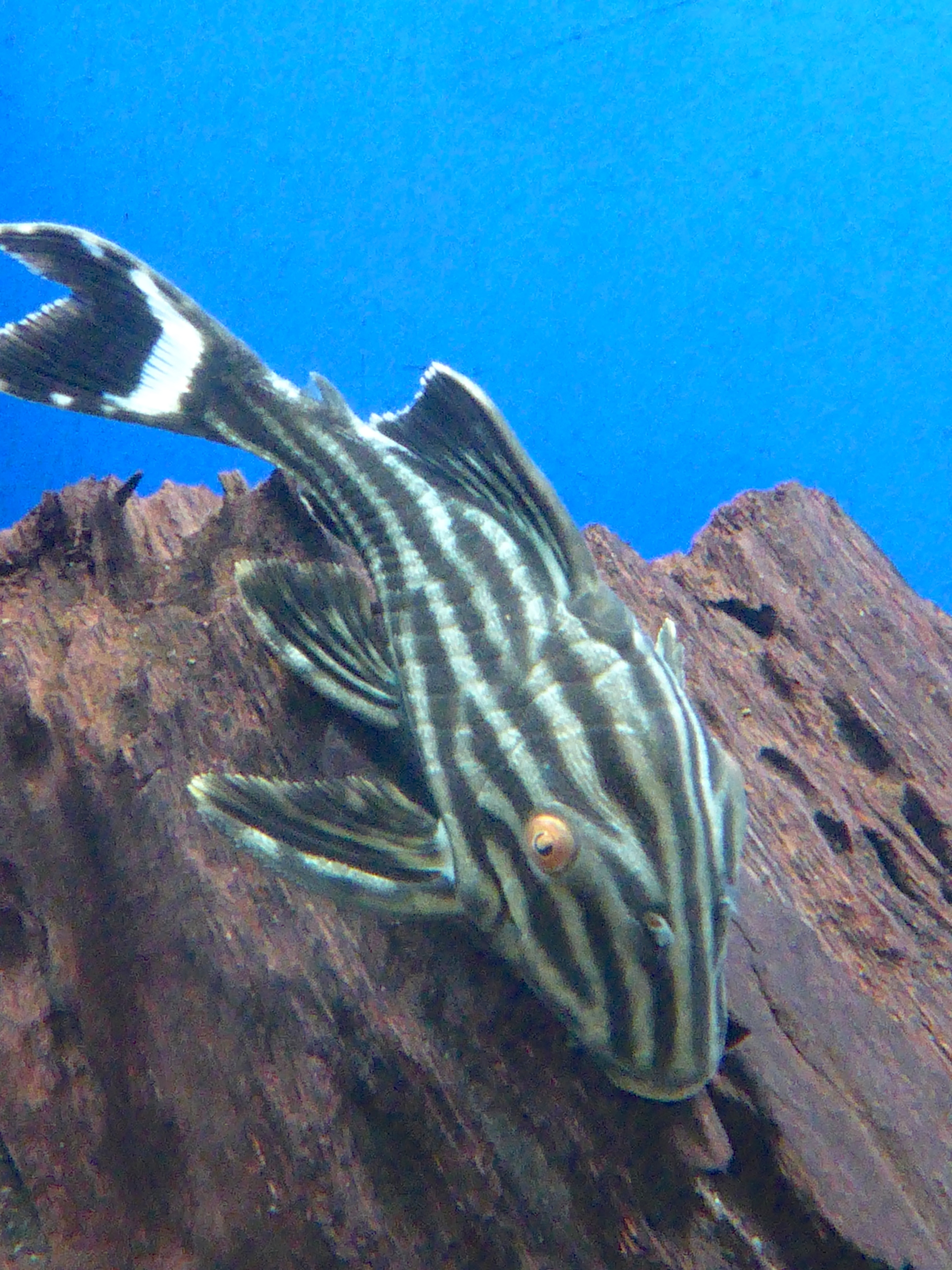
L190 Schwarzlinien-Harnischwels

Der Schwarzlinien-Harnischwels (Panaque nigrolineatus) ist ein Süßwasserfisch aus Südamerika.
Was unter Aquarianern unter diesem Namen bezeichnet wird, bezieht sich allerdings oft auf andere, zum Teil erst kürzlich wissenschaftlich beschriebene Arten. So gehören die unter Aquarianern unter der Bezeichnung L 27 geführten Tiere zu Panaque armbrusteri Lujan, Hidalgo, and Stewart 2010. Die Artzugehörigkeit anderer Linien (L 190, L 191) oder „Royal Panaque“ ist z. T. unklar.
Der Panaque nigrolineatus hat eine eigentümliche rhombische Körperform und eine auffällige grau-schwarze Zeichnung. Seit seiner wissenschaftlichen Beschreibung 1889 wurden weitere Arten des Panaque nigrolineatus entdeckt, die sich in verschiedenen Körpermerkmalen (zum Beispiel der Farbe der Augen, Farbe der Streifen oder der erreichbaren Körperlänge) vom L27 unterscheiden.
Der Saugwels ist in Südamerika, vorwiegend in Venezuela und Brasilien beheimatet und an Temperaturen um die 28 °C gewöhnt. Er erreicht ausgewachsen eine Körpergröße von über 40 cm; einzelne Tiere sollen zuweilen bis zu 80 cm groß geworden sein. Über die Lebenserwartung des Panaque nigrolineatus ist nichts Genaues bekannt; sie soll mehrere Jahrzehnte betragen.
Der Schwarzlinien-Harnischwels ernährt sich hauptsächlich von Holz und Pflanzen.

## Aquaristik
Mit seiner attraktiven Zeichnung und seiner eigentümlichen Körperform gehört der Panaque nigrolineatus zu den beliebtesten Aquarienwelsen. In Gefangenschaft kann der Fisch eine Größe von über 30 cm erreichen, weswegen von einer Haltung in Aquarien unter 300 l abzuraten ist.
Der L27 lässt sich mit anderen Zierfischen gut vergesellschaften und bevorzugt Wassertemperaturen um die 28 °C. Mitunter reagiert er aggressiv auf gleichgeschlechtliche Artgenossen. Mehrere Schwarzlinien-Harnischwelse sollte man also nur in einem ausreichend großen Becken mit zahlreichen Versteckmöglichkeiten halten.
Da der Panaque nigrolineatus zur Aufrechterhaltung seiner Verdauungsfunktion sehr viel Holz braucht, sollten im Aquarium ausreichend Moorkienwurzeln vorhanden sein, die dem nachtaktiven Wels zudem während der Beleuchtungsphasen Unterschlupf und Schatten bieten.
Rohe Kartoffeln, Salatgurken oder Erbsen nimmt der Panaque nigrolineatus ebenfalls sehr gern an und lässt, wenn ausreichend Gemüse geboten wird, die Aquarienpflanzen in Ruhe.
Der Panaque nigrolineatus ist nach Ansicht vieler Aquarianer in Gefangenschaft nicht zu züchten. In Einzelfällen soll die Zucht jedoch gelungen sein.